# سيدي أحمد حادي
سيدي أحمد حادي (مواليد 12 ديسمبر 1992 بموريتانيا) هو لاعب كرة قدم موريتاني.
لعب في نادي كونكورد و نادي البدع القطري.